# Hälsoresa
Hälsoresa är en resa för kroppen eller själen som bidrar till bättre hälsa eller välbefinnande.
Det finns ingen exakt definition på hälsoresa. Typiskt för hälsoresan är att den består av en blandning av vila och aktivitet. Exempel är spabehandlingar, massage och annan avslappning eller behandling, meditation såsom yoga. Men det kan även vara att läsa en bok, ta långpromenader eller att sitta i en solstol och äta mat som man mår bra av.
Fysiska resor går ofta till en kurort.
Ibland förekommer även ordet träningsresa för resor med liknande mål som fokuserar mer på träning.